# Booktrailer
Il booktrailer è un videoclip, uno spot, un promo realizzato per pubblicizzare un libro.
Attraverso l'impiego di suoni, parole e soprattutto immagini sintetizza il contenuto del libro stesso, cercando di ricrearne l'atmosfera.
Di fronte al problema della diminuzione dei lettori, il booktrailer, il cui veicolo principale di distribuzione è la rete, si prefigge lo scopo di divulgare i libri, impiegando un linguaggio simile a quello del promo cinematografico, per avvicinare un pubblico più vasto.

## Storia
I primi esempi, abbastanza diversi da come sono ora, vennero sviluppati negli Stati Uniti e più precisamente in California all'inizio degli anni novanta: si trattava infatti di semplici videoproiezioni utilizzate durante le presentazioni dei libri.
Il primo vero booktrailer venne realizzato da Judith Keenan nel 1994 per il thriller Amnesia di Douglas Cooper e aveva una durata di pochi minuti. Trasmesso da varie emittenti televisive statunitensi, l'idea del booktrailer si rivelò essere un successo, comportando un aumento delle vendite fino all'esaurimento, e costringendo l'autore ad aggiungere altre tappe al tour di presentazione dell'opera.
Nel 2002, durante un convegno sulle strategie del marketing editoriale a Shreveport in California, alcune case editrici decisero di introdurre l'utilizzo del booktrailer come strumento pubblicitario on line.
La casa editrice inglese Canongate, che in quella sede presentò il trailer per il romanzo Life of Pi di Yann Martel si ritenne estremamente soddisfatta dei risultati ottenuti dalla nuova forma di lancio pubblicitario, in quanto il video, prima ancora della presentazione ufficiale, era stato visto da 128.000 persone, solo grazie al passaparola della rete. Nel mese successivo vennero vendute 10.000 copie del libro, in aggiunta alle vendite on line.
Lo stesso anno il regista Michael E. Miller e la scrittrice Sheila Clover English, autori del trailer e del libro Circle of Seven, registrarono il marchio Book Trailer.
Con la crescita di popolarità di social network come MySpace, YouTube e iFilm (sito chiuso poi nel 2005), la diffusione del booktrailer si estese notevolmente, e nel 2006 il numero di case editrici anglofone che lo avevano adottato come mezzo promozionale e veicolo di diffusione crebbe notevolmente.
Il San Francisco Chronicle descrisse così l'iniziativa della casa editrice americana Farrar, Straus&Giroux, che investì 10.000 dollari per la creazione del booktrailer del romanzo The Mystery Guest del francese Grégoire Bouillier, scegliendo YouTube come principale piattaforma di diffusione:
editoriali di promozione e un atto di disperazione da parte di un'industria che sta

perdendo clienti, sempre più indirizzati verso una cultura multimediale e cinema-centrica.»
(San Francisco Chronicle)
La stessa Judith Keenan, creatrice del primo booktrailer, affermò:
pubblico di scegliere e comprare libri: sempre più spesso i lettori si trovano di fronte

a schermi, siano quelli di un computer, di un cellulare o di un iPod; quindi, per catturare

l'attenzione e l'interesse dei loro potenziali clienti, anche gli editori devono essere su

quegli schermi»
(Judith Keenan)

## Critiche
Da parte degli scrittori vi sono opinioni diversificate: alcuni sono scettici, altri entusiasti, soprattutto vi è chi è incerto del beneficio che tale pubblicità possa avere sulle vendite.
Si ebbero perplessità quindi sulla funzionalità della rete e molti consigliarono di utilizzare il denaro, destinato alla promozione degli scritti, in spazi adeguati all'interno di librerie piuttosto che su Internet.
In risposta lo scrittore Malcom Gladwell, autore di The Tipping Point, affermò:
la diffusione dei libri e la loro lettura è più che benvenuto»
(Malcom Gladwell)

## Diffusione
Oltre agli Stati Uniti e Regno Unito, il booktrailer si è rapidamente diffuso anche in Canada, Germania e Paesi Bassi, dove i trailer si possono trovare sia su web che su emittenti televisive e spazi multimediali all'interno delle librerie.

### Italia
Nel 2004 venne indetto in collaborazione con il festival letterario "Grinzane Cavour"  il concorso Ciak si legge, per filmati tratti da libri. Il concorso era associato ad un programma televisivo prodotto dalla Bongiorno Production e andato in onda su Rete 4.
Sempre nel 2004 la casa editrice Marsilio realizzò il primo vero booktrailer, per il romanzo Kiss me, Judas di Will Christopher Baer. Seguì l'esempio la casa editrice Mondadori, con il booktrailer de "Il totem del lupo" e di Come Dio comanda di Niccolò Ammaniti, anche se l'utilizzo di tale forma pubblicitaria rimase comunque poco utilizzata.
La regista Monica Mazzitelli, autrice per Einaudi del booktrailer del romanzo Stella del mattino di Federico Guglielmi (in arte Wu Ming 4) commentò:
inserito in un contesto di sito dedicato al libro. Penso che sia anche un modo davvero

efficace per iniziare una presentazione in libreria quando un libro è uscito da poco e la

maggior parte degli auditori non l'hanno ancora letto: rompe il ghiaccio, regala suggestioni,

fa nascere interrogativi, genera curiosità e in alcuni casi fa alzare l'adrenalina.

In Italia credo che al momento le funzioni siano queste. In altri paesi i booktrailer

hanno una diffusione più larga, perfino da supermercato, sono dei veri e propri spot»
(Monica Mazzitelli)
Pochi anni dopo, nel  novembre 2008, primo in Italia, il liceo scientifico statale "A. Calini" di Brescia ha organizzato al proprio interno un concorso studentesco di booktrailer allo scopo di promuovere la lettura. Accolto con grande entusiasmo dagli studenti e rapidamente cresciuto, il progetto si è trasformato, nel giro di sole tre edizioni, in concorso nazionale rivolto a tutte le scuole secondarie di II grado d'Italia.
Il 12 febbraio 2012 si è svolta la premiazione della prima edizione dei "Booktrailers Online Awards", concorso promosso completamente via web, con l'intento di agevolare la promozione letteraria, in particolare di autori esordienti o emergenti e piccoli editori. Si è trattato dei primi premi di natura virtuale assegnati in Italia, e forse nel mondo, a dei booktrailers, con categorie di premiazione ispirate ai noti "Oscar" del cinema, e una competizione basata su nominations (con tanto di cinquine) e premi finali votati da una giuria di esperti.
EDIZIONI DEI BOA:
- 2012, 27 video in gara
- 2013, 35 video in gara
- 2014, 46 video in gara
- 2015, 49 video in gara
Categorie di premio BOA:
- 2012, miglior booktrailer, montaggio, colonna sonora abbinata, scenografia, originalità, commenti del pubblico
- 2013/2014/2015, miglior booktrailer, booktrailer straniero, booktrailer d'animazione, booktrailer amatoriale, montaggio amatoriale, regia, sceneggiatura, montaggio, scenografia, effetti speciali, fotografia, sonoro, colonna sonora abbinata, attore, attrice, originalità, sintesi, commenti del pubblico, miglior cortometraggio.
Nel 2013 i Booktrailer partecipano al Festival Cortinametraggio in una sezione di concorso a loro dedicata. In questa occasione RAI5 realizza un programma apposito, intitolato "BOOKTRAILERS", con interviste ai protagonisti del Festival e spezzoni dei loro trailer. Riaperti i bandi di concorso anche per l'edizione 2014.

## HD 3D Booktrailer
Un HD 3D Booktrailer (o semplicemente 3D Booktrailer) è un Booktrailer realizzato in 3D Stereoscopico; solitamente fruibile in varie modalità (es. con occhiali anaglifici red/cyan - gree/magenta, polarizzati, ecc. oppure su monitor o schermi autostereoscopici e quindi senza indossare alcun supporto di visione).